# Bachianas brasileiras
Le Bachianas brasileiras sono una serie di nove composizioni del musicista brasiliano Heitor Villa-Lobos, realizzate fra il 1930 ed il 1945. In queste opere, composte per formazioni orchestrali di diversa costituzione, Villa-Lobos mise insieme musica popolare brasiliana e musica classica nello stile di Bach (per l'appunto bachianas), con l'intenzione di realizzare una versione brasiliana dei "Concerti Brandeburghesi". Questo omaggio a Bach venne realizzato anche da altri compositori contemporanei come Stravinskij e può essere ricompreso nella corrente musicale del Neoclassicismo. Tutti i movimenti della Bachianas posseggono due titoli, uno bachiano e l'altro brasiliano.
Fra i pezzi più famosi della Bachianas si ricordano la Toccata (O Trenzinho do Caipira), quarto movimento dalla n° 2; l'aria (Cantilena), all'inizio della n° 5; il corale (O Canto do Sertão) e la danza (Miudinho), entrambi nella n° 4.

## Le nove composizioni
Bachianas brasileiras n° 1 per otto violoncelli (1932)
Quest'opera venne composta nel 1930, e la sua prima esecuzione avvenne il 22 settembre del 1932.
È costituita da tre movimenti:
- Introdução (Embolada) - Animato
- Prelúdio (Modinha) - Andante
- Fuga (Conversa) - Un poco animato

Bachianas brasileiras n° 2 per orchestra da camera (1933)
Così come la n° 1, venne composta nel 1930 e la prima esecuzione avvenne a Venezia sotto la direzione di Alfredo Casella. L'opera è costituita da quattro movimenti, ognuno dei quali è una rivisitazione di pezzi antichi scritti originariamente per pianoforte o per violoncello e pianoforte.
- Prelúdio (O Canto do Capadocio) - Adagio - Andantino
- Ária (O Canto da Nossa Terra) - Largo
- Dança (Lembrança do Sertão) - Andantino moderato
- Tocata (O Trenzinho do Caipira) - Un poco moderato

Questo movimento è caratterizzato dall'imitazione di una locomotiva impiegata come uno strumento dell'orchestra. La melodia venne composta su di un testo di Ferreira Gullar..
Bachianas brasileiras n° 3 per pianoforte e orchestra (1934)
La prima avvenne nel 1947, con José Vieira Brandão al pianoforte e con lo stesso Villa-Lobos alla direzione dell'orchestra. L'opera è costituita da quattro movimenti:
- Prelúdio (Ponteio) - Adagio
- Fantasia (Devaneio) - Allegro moderato
- Aria (Modinha) - Largo
- Toccata (Picapau) - Allegro

Bachianas brasileiras n° 4 per pianoforte (1930-1941, orchestrata poi nel 1942)
Fu composta per pianoforte a partire dal 1930, ma venne eseguita soltanto nel 1939. Nel 1941 venne realizzata una versione per orchestra, che venne poi eseguita l'anno successivo. L'opera consta di quattro movimenti:
- Prelúdio (Introdução) - Lento
- Coral (Canto do Sertão) - Largo
- Ária (Cantiga) - Moderato
- Dança (Miudinho) - Muito animado

Bachianas brasileiras n° 5 per soprano e otto violoncelli (1938-1945)
Questa è probabilmente l'opera più conosciuta del compositore e sicuramente la più eseguita fuori dal Brasile. Si compone di due movimenti:
- Aria (Cantilena) - Adagio

Venne dedicata ad Arminda Villa-Lobos. Il testo del pezzo è di Ruth Valadares Corrêa, e l'aria assomiglia ad opere come l'"Ária sulla quarta corda" di Bach o il "Vocalise" di Rachmaninov. Ruth Valadares eseguì il pezzo anche nel corso dell'esecuzione del 1939, sotto la direzione di Villa-Lobos, ma la versione di riferimento è quella di Bidu Sayão che cantò nella prima assoluta del 1939 a Rio de Janeiro premiata con il Grammy Hall of Fame Award 1984.
- Dança (Martelo) - Allegretto

Il testo di questo movimento è di Manuel Bandeira, e fu eseguito per la prima volta nel 1945. Due anni dopo venne poi eseguito a Parigi.
Bachianas brasileiras n° 6 per flauto e fagotto (1938)
Opera in due movimenti:
- Ária (Chôro) - Largo
- Fantasia - Allegro

Bachianas brasileiras n° 7 per orchestra (1942)
L'opera consta di quattro movimenti:
- Prelúdio (Ponteio) - Adagio
- Giga (Quadrilha Caipira) - Allegretto scherzando
- Toccata (Desafio) - Andantino quasi allegretto
- Fuga (Conversa) - Andante

Bachianas brasileiras n° 8 per orchestra (1944)
Opera in quattro movimenti:
- Prelúdio - Adagio
- Ária (Modinha) - Largo
- Toccata (Catira Batida) - Vivace (Scherzando)
- Fuga - Poco moderato

Bachianas brasileiras n° 9 per coro oppure orchestra d'archi (1945)
L'opera è in due movimenti:
- Prelúdio
- Fuga